# Kamenare
Kamenare (cyr. Каменаре) – wieś w Serbii, w okręgu rasińskim, w mieście Kruševac. W 2011 roku liczyła 443 mieszkańców.